# Daniela Santanchè
Daniela Garnero Santanchè, född 7 april 1961 i Cuneo, är en italiensk politiker och företagare. Hon är ledamot av Italiens senat sedan 2018 och Italiens turistminister i regeringen Meloni sedan 2022. Hon anslöt sig till Italiens bröder år 2017.
Santanchè studerade statsvetenskap i Turin. Hon gjorde karriär som företagare och hennes fortsatta studier blev föremål för en skandal. Hon gick nämligen på en kurs i företagande vid Università Commerciale Luigi Bocconi i Milano och påstod sig ha avlagt en MBA-examen. Senare har hon framhållit det som ett missförstånd, att hon hade studerat företagande men att det inte gällde en masterexamen.